# Штутгартский университет
Штутгартский университет (нем. Universität Stuttgart) — государственный университет в городе Штутгарт, земля Баден-Вюртемберг, Германия, пользующийся международным признанием в области технических (в частности, автомобильных и аэрокосмических) и естественнонаучных дисциплин.
Входит в ряд важных университетских и научных ассоциаций:
- TU 9 — объединение девяти крупнейших технических университетов Германии;
- TIME — сеть европейских инженерных школ и технических университетов;
- EUA — ассоциация европейских университетов.

## История
Объединённая школа искусств, наук и ремёсел (нем. Vereinigten Kunst-, Real- und Gewerbeschule) была основана в Штутгарте в 1829 году (в 2004 году праздновался 175-летний юбилей ВУЗа).
В связи с постоянно возрастающей важностью технических наук с 1876 года носит звание высшей технической школы (нем. Technischen Hochschule). С 1882 года благодаря покровительству Вернера фон Сименса здесь начинают преподавать электротехнику. В 1900 году учебное заведение получает право жаловать докторскую степень в области технических наук.
Параллельное развитие естественнонаучных и других дисциплин привело к преобразованию в 1967 году в классический университет.

## Положение в рейтингах учебных заведений
Университет Штутгарта стабильно занимает высокие места в различных международных рейтингах учебных заведений, таких как Мировой рейтинг университетов Times Higher Education и Академический рейтинг университетов мира, в основном, в области технических и естественнонаучных дисциплин:
- Химия[4]
- Физика[5]
- Естественные науки и математика[6]
- Информатика[7]

## Структурные подразделения

### Факультеты
С 1950 года технические и естественнонаучные факультеты сосредоточены в городском районе Фаинген. Факультеты архитектурных, гуманитарных и экономических наук расположены в центре Штутгарта.
Действуют следующие факультеты:
- Факультет 1: архитектуры и градостроительства
- Факультет 2: строительных и инженерных наук
- Факультет 3: химии
- Факультет 4: энерготехнологий и биотехнологий
- Факультет 5: информатики, электротехники и информационных технологий
- Факультет 6: аэрокосмической промышленности и геодезии
- Факультет 7: машиностроения и автомобилестроения
- Факультет 8: математики и физики
- Факультет 9: философско-исторический
- Факультет 10: менеджмента, экономических и социальных наук

### Другие подразделения
- Библиотека университета Штутгарта — основана в 1829 году, как и сам университет.
- Центр испытаний и исследований материалов[нем.] (MPA) — основан в 1884 году.
- Центр высокопроизводительных вычислений (HLRS) — исследовательский институт и суперкомпьютерный кластер (один из трех в Германии).
- Университетская обсерватория Пфаффенвальд[нем.] — основана в 1934 году.

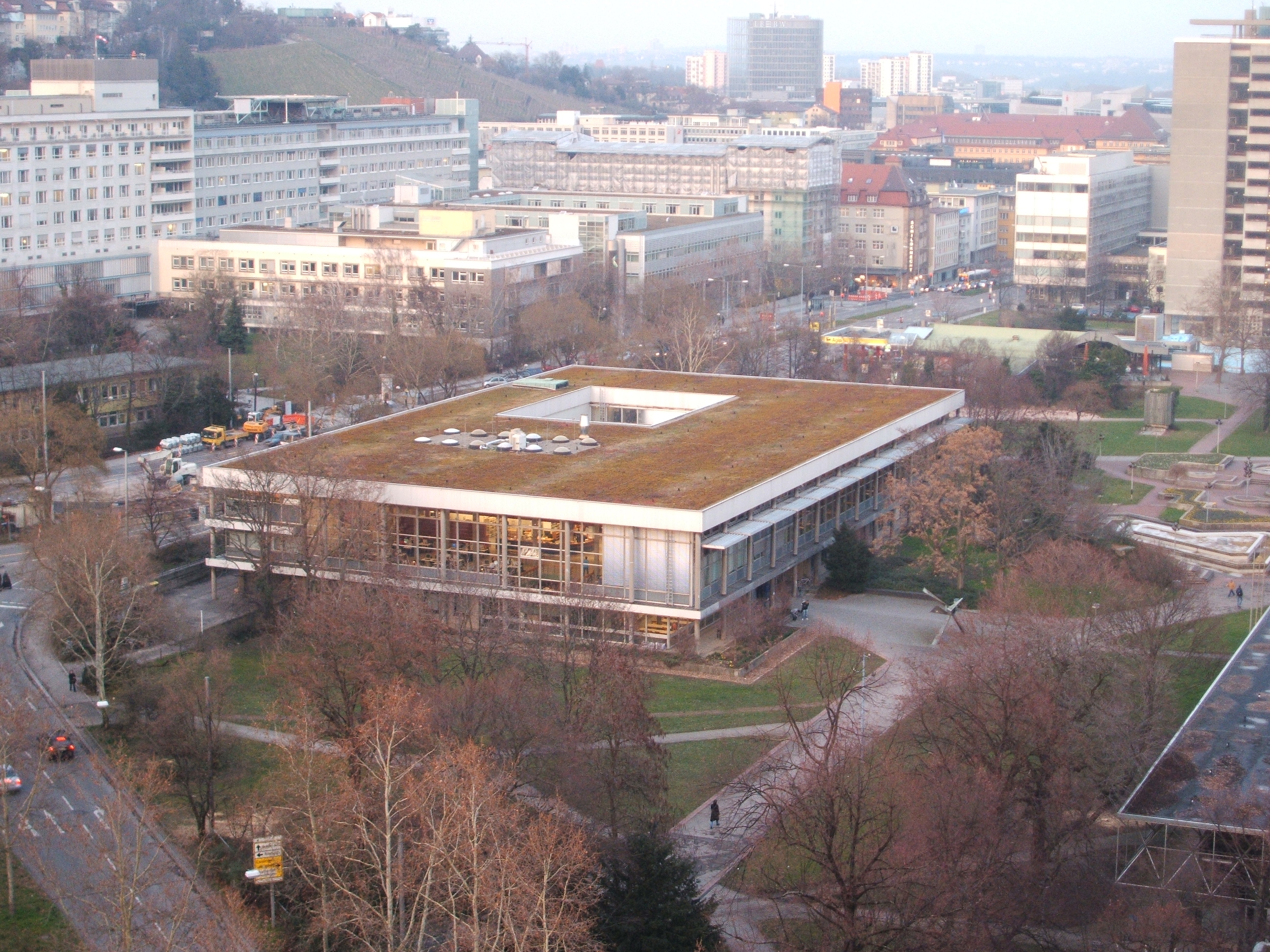
Университетская библиотека
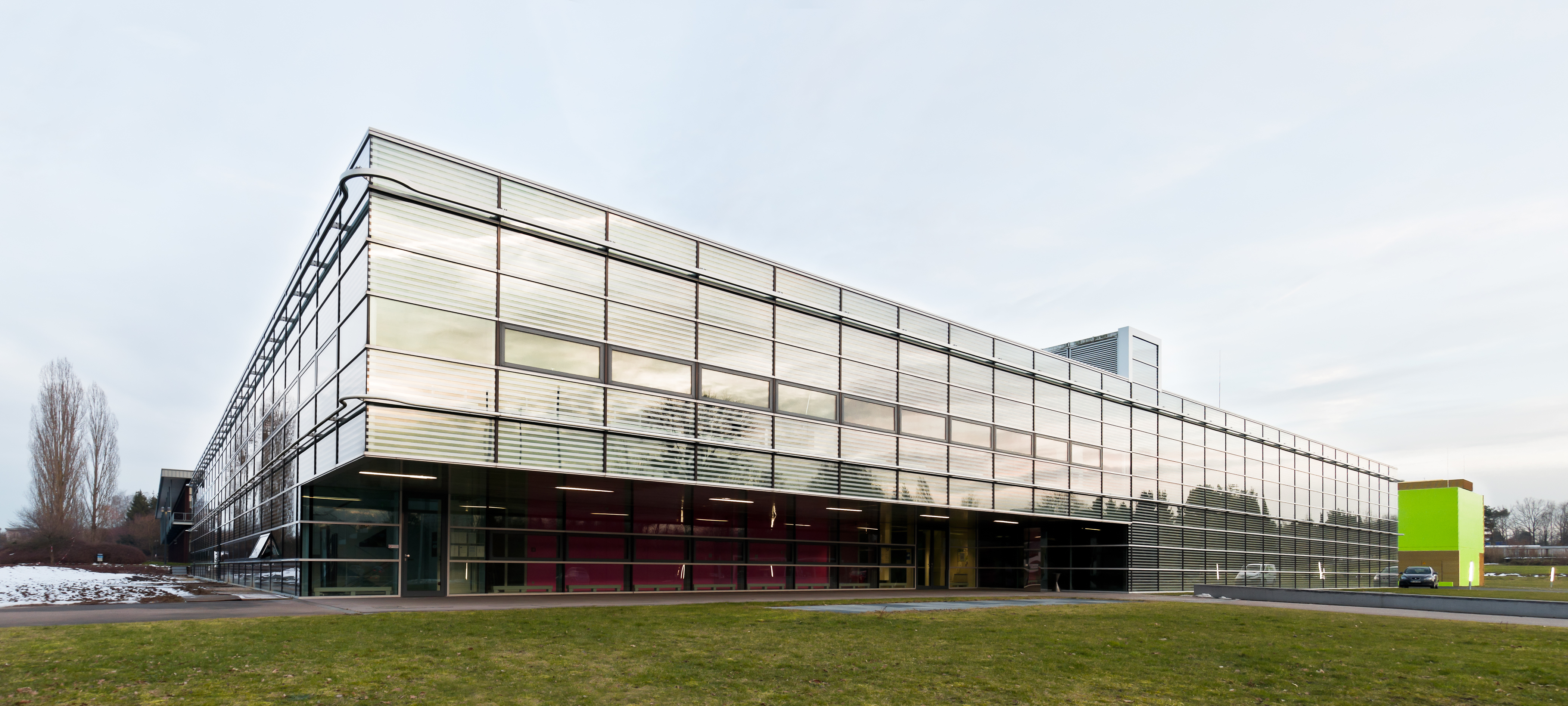
Центр высокопроизводительных вычислений
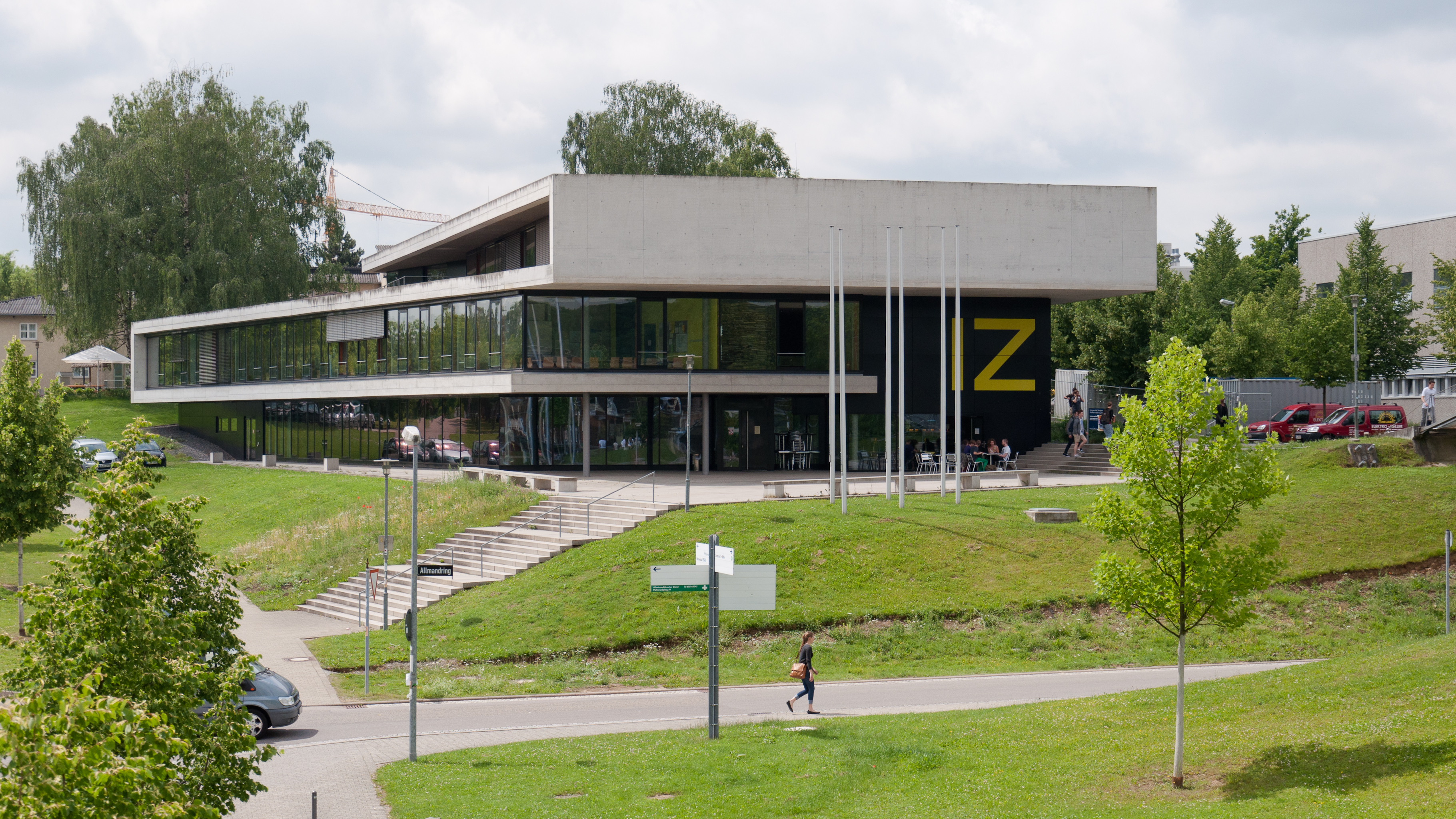
Международный центр
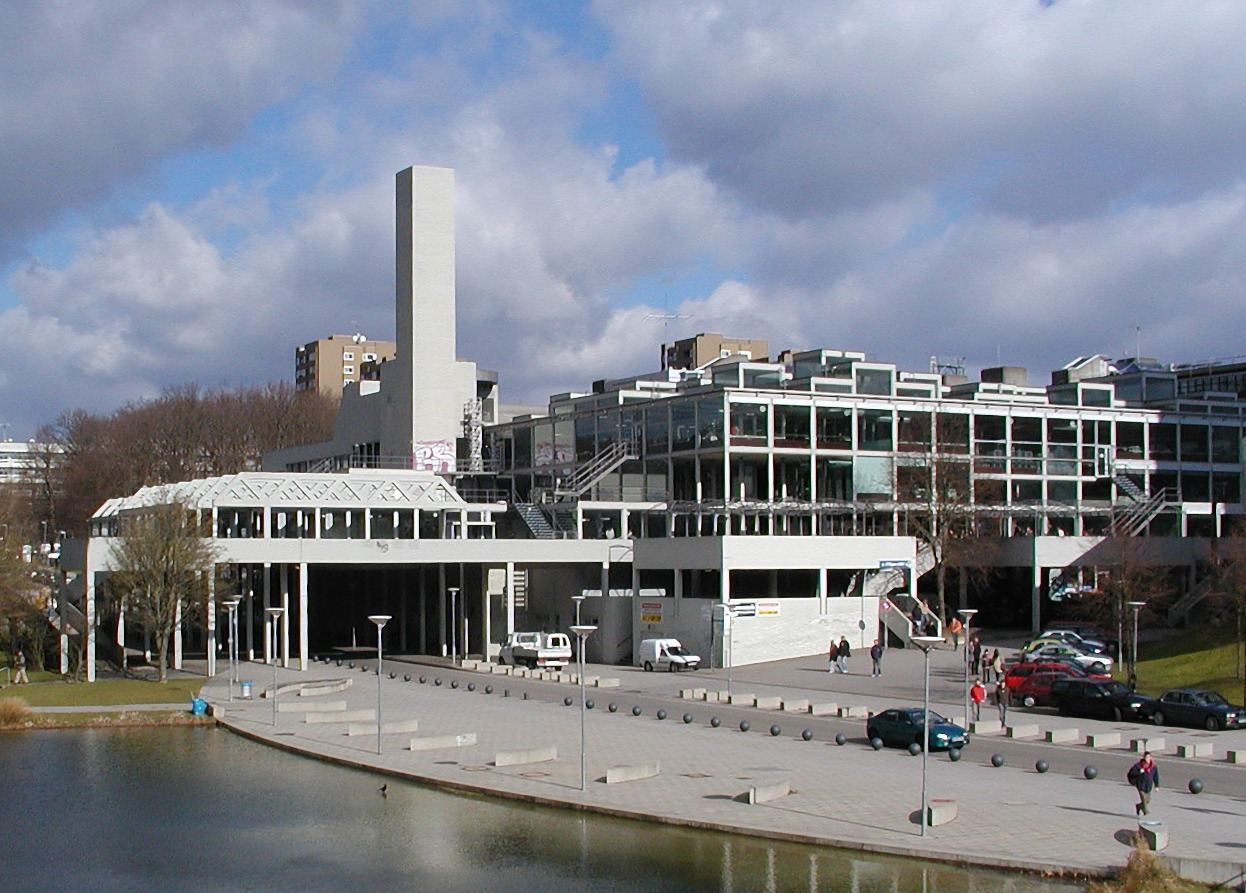
Здание столовой (Mensa) главного корпуса
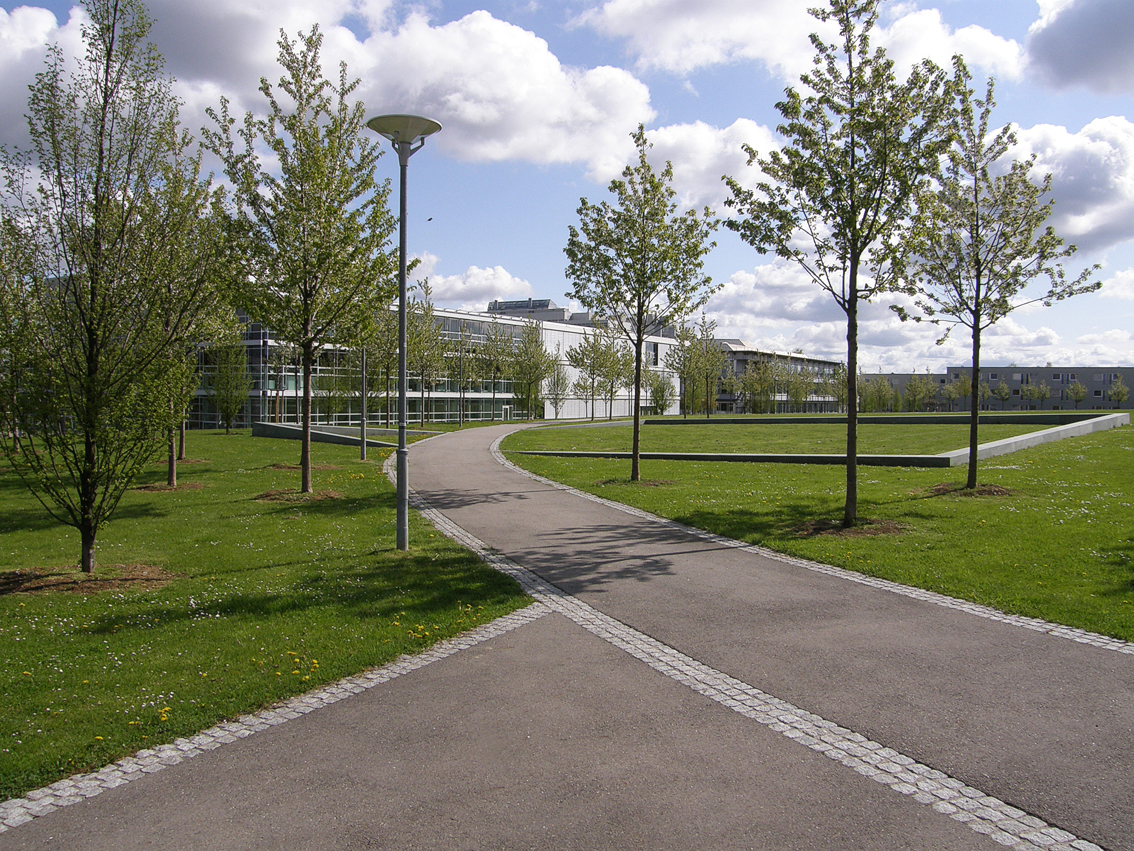
Кампус
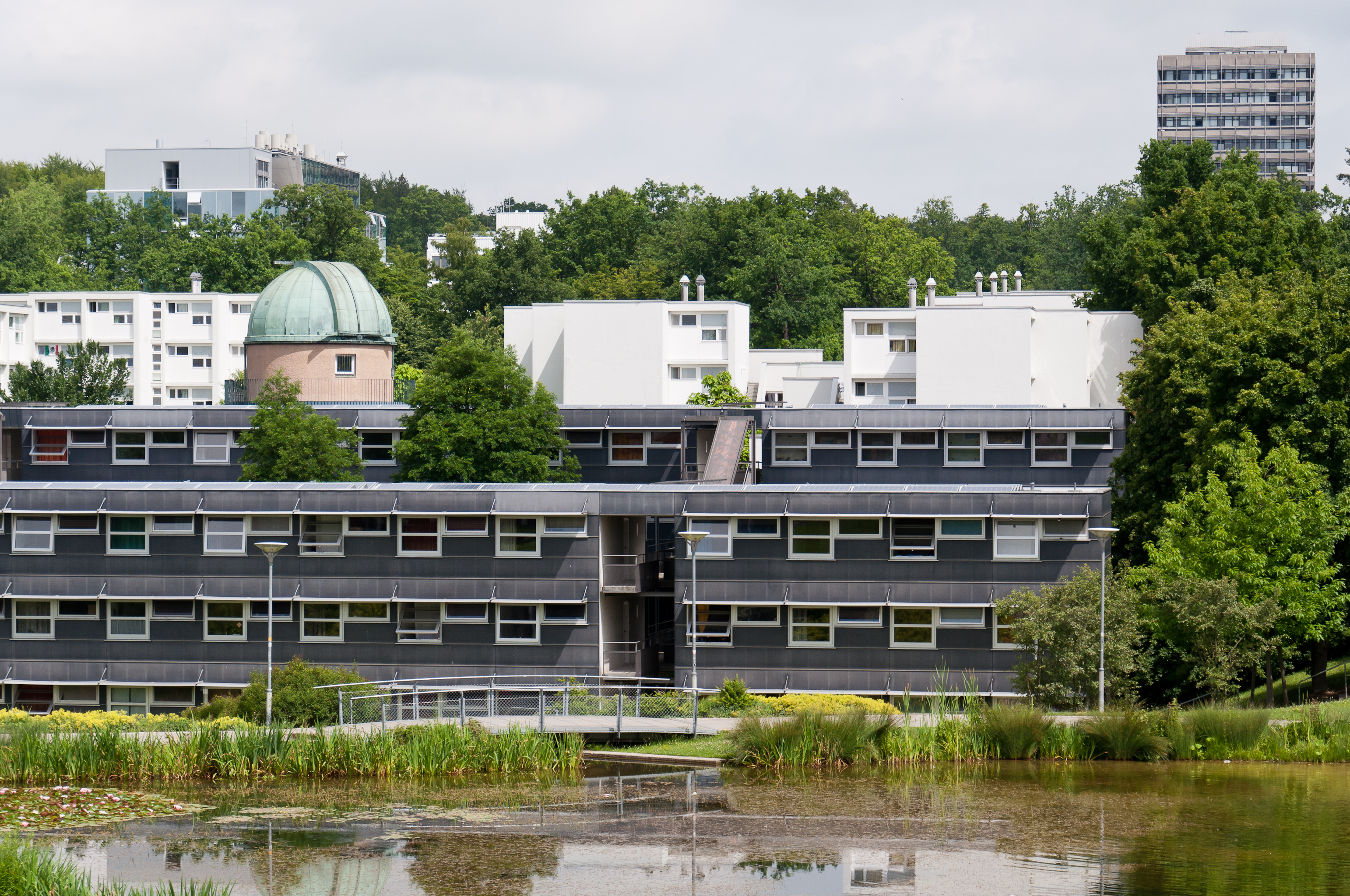
Студенческое общежитие «Pfaffenhof II»

## Известные выпускники и преподаватели

### Выпускники
- Биркертс, Гунарс — архитектор
- Винтеркорн, Мартин — главный исполнительный директор Volkswagen AG с 2007 по 2015 года
- Гёльдер, Отто — математик
- Гельман, Ганс — физик
- Даймлер, Готлиб — автоконструктор
- Камм, Юнибальд — автоконструктор
- Мербольд, Ульф Дитрих — астронавт
- Папапетру, Ахиллес — физик
- Рёкле, Франц — архитектор
- Тирш, Фридрих фон  — архитектор
- Хейнкель, Эрнст — авиаконструктор
- Хонольд, Готтлоб — инженер
- Штёрмер, Хорст — физик, Нобелевский лауреат
- Штрибек, Рихард — инженер
- Эртль, Герхард — химик, Нобелевский лауреат

### Профессора
- Аргирис, Иоаннис — преподавал инженерное дело
- Вейтбрехт, Карл — преподавал литературу (в 1902—1904 годах также ректор)
- Магнус, Курт — преподавал механику
- Мейер, Виктор — преподавал химию
- Отто, Фрай — преподавал архитектуру
- Хакен, Герман — преподавал теоретическую физику
- Шуман, Винфрид Отто — преподавал теоретическую физику

### Почётные доктора
- Бениш, Гюнтер — архитектор
- Майбах, Карл — автоконструктор
- Римершмид, Рихард — архитектор
- Шеер, Август-Вильгельм — предприниматель, специалист по менеджменту и информационным технологиям для организаций